# Blaž Rola
Blaž Rola (ur. 5 października 1990 w Ptuju) – słoweński tenisista, reprezentant w Pucharze Davisa, medalista igrzysk śródziemnomorskich.

## Kariera tenisowa
W sezonie 2014 przeszedł przez kwalifikacje do wielkoszlemowego Australian Open. W turnieju głównym awansował do drugiej rundy.
Najwyżej w rankingu ATP World Tour singlistów zajmował 78. miejsce (5 stycznia 2015), a rankingu deblistów 186. pozycję (22 sierpnia 2016).
Od 2010 roku Rola reprezentuje Słowenię w Pucharze Davisa.
W 2013 roku zdobył dwa złote medale w rywalizacji tenisowej podczas igrzysk śródziemnomorskich w Mersinie. W grze pojedynczej pokonał w finale Marsela İlhana wynikiem 6:7(6), 6:2, 3:6, 7:6(4), 6:2. W grze podwójnej razem z Tomislavem Ternarem zwyciężyli w meczu mistrzowskim 3:6, 6:3, 10–5 z deblem Muhammad Hajsam Abid–Malik al-Dżaziri.